# Josep Botet
Josep Botet (Barcelona, 1914- Barcelona, 2013) fou un empresari català. Fou conegut per ser un dels 3 fundadors de l'empresa Caprabo, juntament amb Pere Carbó i Jaume Prat, amb els quals el 1959 va crear aquesta coneguda cadena de supermercats, actualment (2013) en mans d'Eroski. Quan va morir era president d'honor de Caboel, una societat d'inversió sorgida arran de les famílies fundadores de Caprabo, dedicada al mercat d'oficines, a l'industrial, a l'hoteler i el sanitari-assistencial.